# 宜春戰鬥 (國共內戰)
宜春戰鬥發生於1932年5月1日－20日，地點則是在中國贛西一帶。該戰鬥是第一次国共内战主要戰鬥之一，交戰一方為中華民國國民革命軍，另一方則為中國共產黨所領導之中國工農紅軍。